# GRE生物化學、細胞與分子生物學測試
GRE生物化學、細胞與分子生物學測試，是美國教育考試服務中心（ETS）曾經主辦的標準化測試，為GRE專項考試之一，用作申請美國等英語國家的生物化學專業研究生課程。因在以色列發生洩題事件，ETS暫停2016—17年考試，在2016年12月決定中止舉辦考試。

## 測試形式
GRE生物化學、細胞與分子生物學測試只有紙筆考試。測試設有約170條五項選擇題，時間為2小時50分。

## 測試範圍
測試內容分為三大領域：
- 生物化學 — 36%
- 細胞生物學 — 28%
- 分子生物學與遺傳學 — 36%

## 分數
測試首先計算一個原始分，是將答對題數減去1/4乘答錯題數（留空題目不算分），再四捨五入取整數，換算為200—990之間的分數（實際取值範圍較小），以10分為間距。不同版本的測試分數可以比較。另外也會有三大領域的三個子分數，範圍為20-99分，以1分為間距。

## 測試日期
GRE生物化學、細胞與分子生物學測試每年舉行三次，在10月、11月、4月各一個週六進行。以色列在兩日後的週一考試。